# Književnost u 1813.
◄◄ | ◄ | 1810. | 1811. | 1812. | 1813.  | 1814. | 1815. | 1816. | ► | ►►
Arhitektura • Astronomija • Biologija • Glazba • Kazalište • Kemija • Kiparstvo • Knjige • Književnost • Kršćanstvo • Meteorologija • Medicina • Politika • Pravo • Promet • Slikarstvo • Šport • Znanost
Književnost u 1813.

## Hrvatska i u Hrvata

### Rođenja
- 13. siječnja – Ljudevit Vukotinović, hrvatski književnik, političar, državni činovnik, znanstvenik i gospodarstvenik († 1893.)
- 14. siječnja – Antun Nemčić, hrvatski književnik († 1849.)

## Vanjske poveznice
|  | Zajednički poslužitelj ima još gradiva o temi Književnost u 1813. |